# Forsteronia correntina
Forsteronia correntina är en oleanderväxtart som beskrevs av C.Ezcurra och Tressens. Forsteronia correntina ingår i släktet Forsteronia och familjen oleanderväxter. Inga underarter finns listade i Catalogue of Life.